# Tisserin à tête rousse
Ploceus velatus
Espèce
Statut de conservation UICN

 LC  : Préoccupation mineure
Le Tisserin à tête rousse ou Tisserin à front noir ou Tisserin masqué (Ploceus velatus) est une espèce d'oiseaux de la famille des Ploceidae.

## Description
Mâle : Tête, poitrine et ventre jaune vif. Face et gorge noires. Dos et épaules ver olive. Queue et ailes gris-brun sombre (bord des plumes jaunâtre). Iris et pattes grenat. Bec noir.
Femelle : Tête et dos brun sombre. Poitrine gris sombre. Ventre et gorge blanchâtres. Ailes et queue brun-gris sombre (bord des plumes blanchâtres). Sus-caudales jaune vif. Iris et pattes grenat. Bec gris.

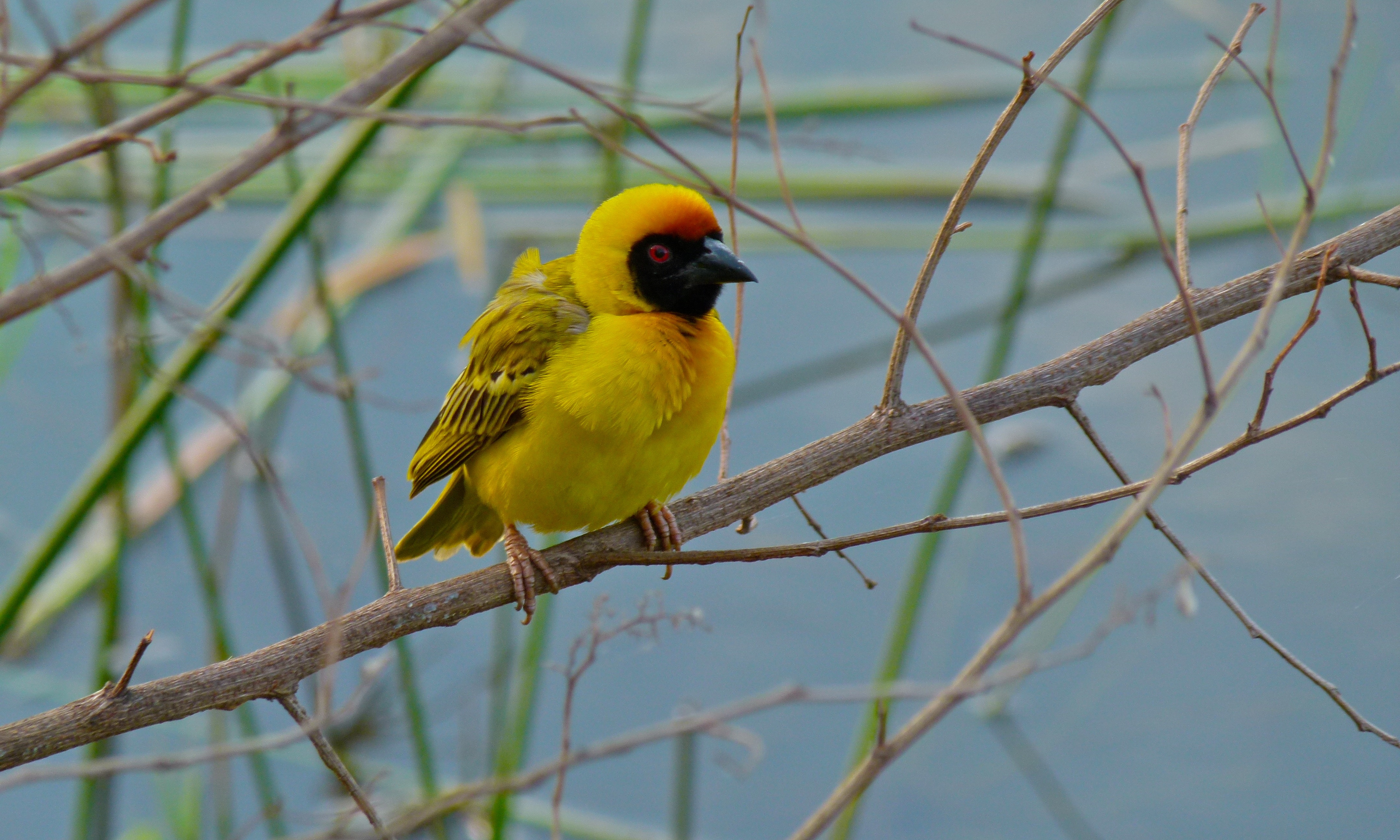
Mâle
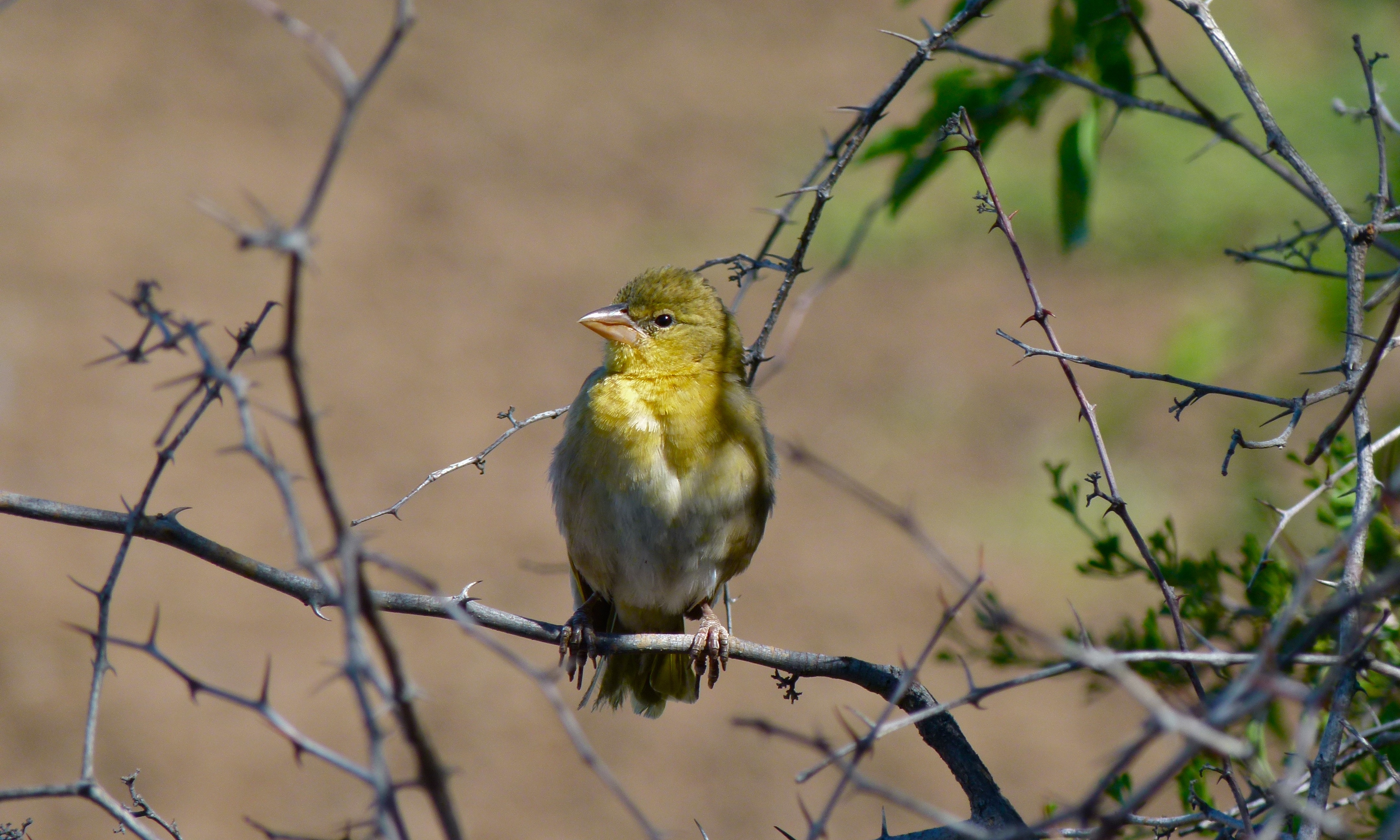
Femelle

## Comportement

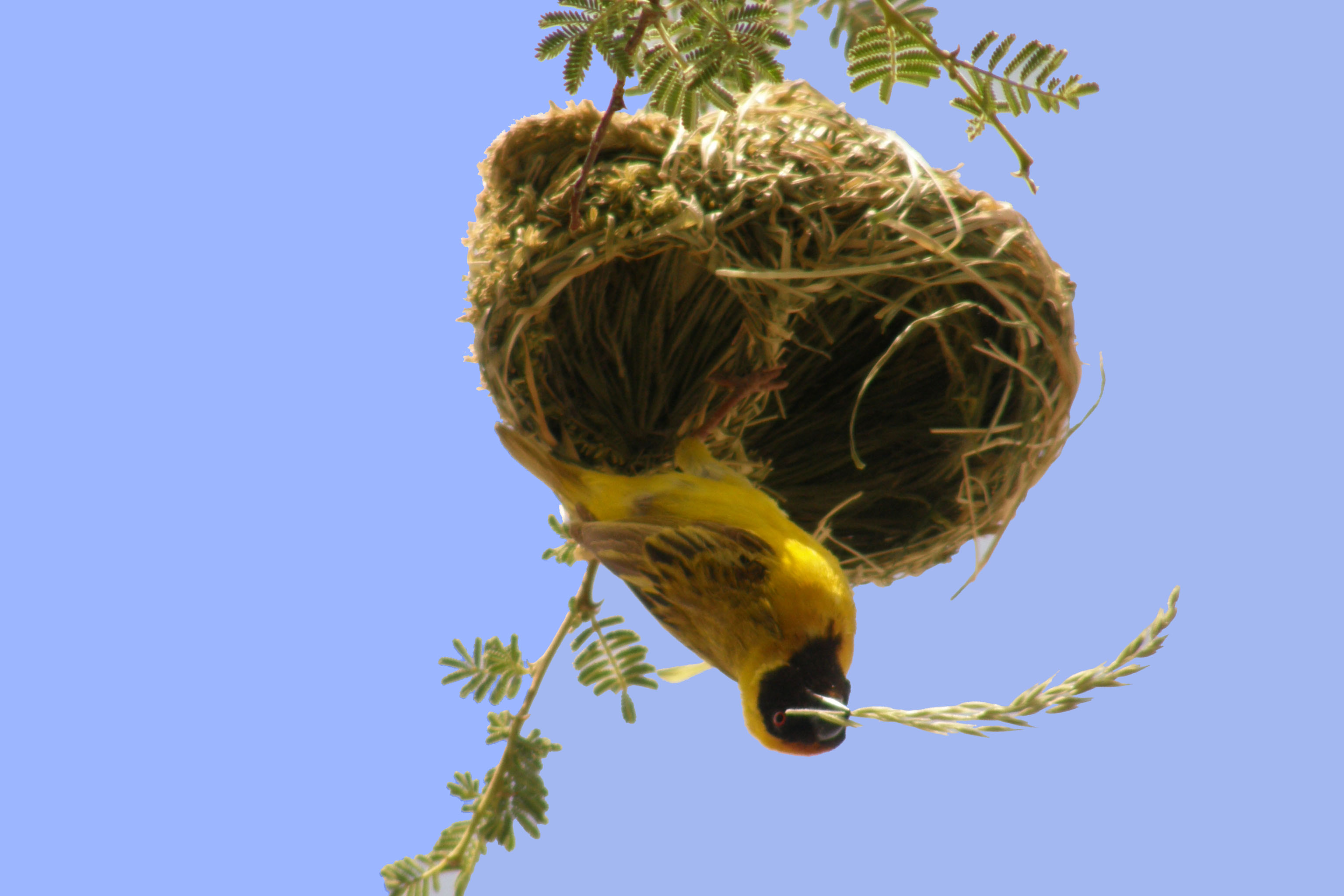
Tisserin masqué mâle confectionnant son nid, Parc national d'Etosha

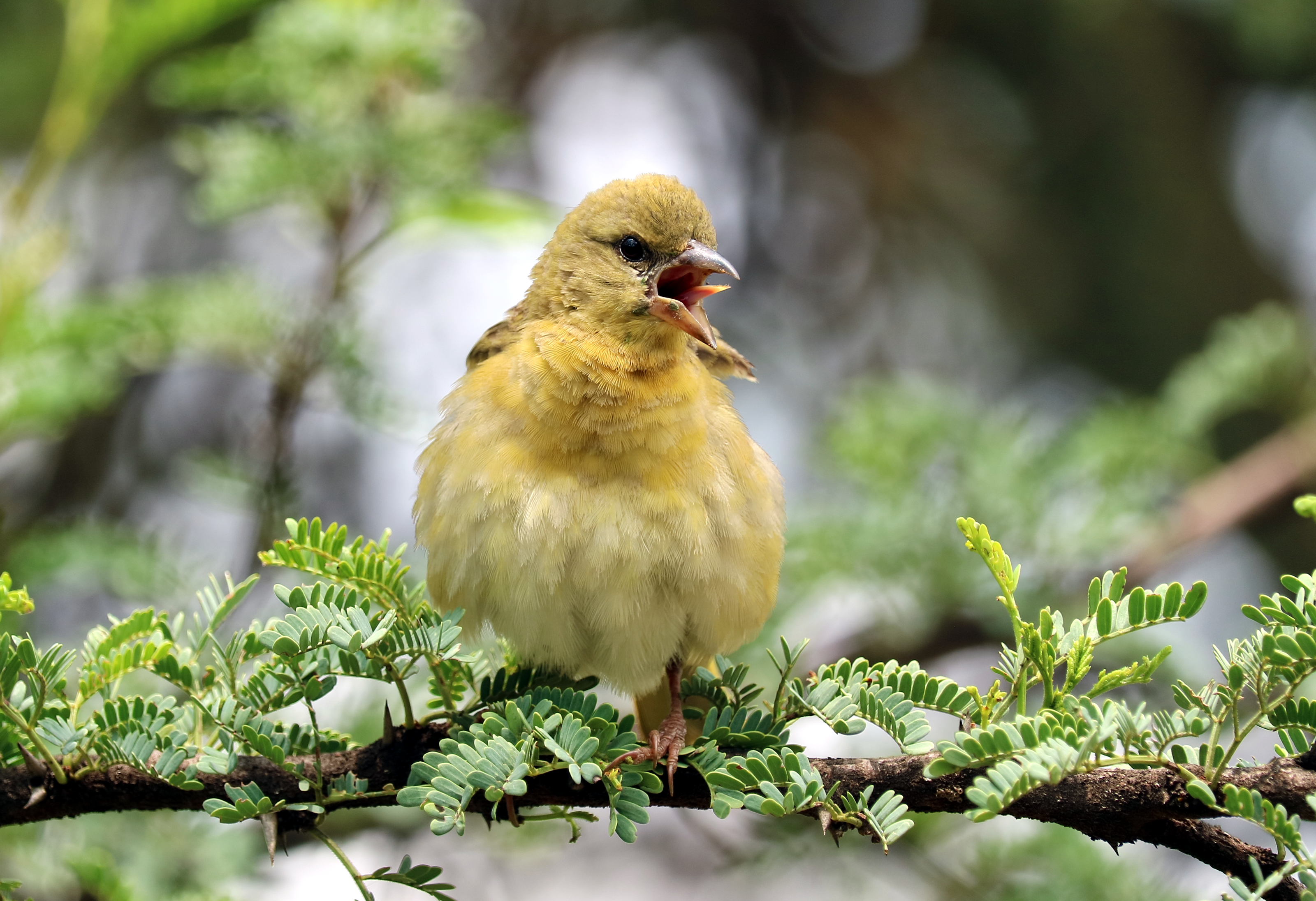
Un tisserin à tête rousse femelle dont on voit la langue, près de Pretoria. Janvier 2019.

- Reproduction : niche en colonies importantes. Les mâles ont plusieurs femelles, de ce fait ils doivent construire plusieurs nids parmi lesquels chaque femelle en choisit un pour pondre. le nid est construit dans des arbres et les roseaux avec des herbes, des lanières de feuilles de palmiers et des plumes, souvent à proximité de l'eau et même en banlieue.
- Alimentation : se nourrit généralement en petits groupes ou seuls, mais peut être observé en groupes plus grands, avec parfois d'autres espèces granivores. Régime alimentaire : insectes, graines et nectar.

## Habitat et distribution
Savanes, prairies, champs cultivés, roseraies et jardins.
Répartition : deux aires de répartition disjointe :
- De l'Angola (sauf nord-ouest), sud de la Zambie, du Mozambique et du Malawi jusqu'en Afrique du Sud (comprise).
- Du Sénégal et du Nord du Liberia jusqu'au sud de l'Éthiopie et jusqu'au nord-est de la Tanzanie.

## Sous-espèces
Il en existe 3 sous-espèces :
- Ploceus velatus velatus
- Ploceus velatus upembae
- Ploceus velatus nigrifrons